# Coupe du Maghreb des clubs champions 1973-1974
Navigation
Édition précédente Édition suivante
La Coupe du Maghreb des clubs champions 1973-1974 est la cinquième édition de la Coupe du Maghreb des clubs champions, qui se déroule entre le 11 et 13 janvier 1974, à Alger.
La compétition est réservée aux champions nationaux du Maroc, de Tunisie, et d'Algérie ; la Libye ne participe pas à cette édition. C'est le tenant du titre, l'ES Sahel qui la remplace. La compétition se joue sous forme de matchs à élimination directe, mettant aux prises quatre clubs, qui s'affrontent à Alger. 
Ce sont les Tunisiens du Club africain qui remportent la compétition en battant en finale le club algérien de la JS Kabylie, sur le score de 2 buts à 0.

## Équipes participantes
- Jeunesse sportive de Kabylie  - Champion d'Algérie 1973
- Kénitra Athlétic Club  - Champion du Maroc 1973
- Étoile sportive du Sahel  - Champion du Maghreb 1973 et vice-champion de Tunisie 1973
- Club africain  - Champion de Tunisie 1973

## Compétition

### Demi-finales
| Date       | Équipe 1      | Résultat         | Équipe 2   |
| ---------- | ------------- | ---------------- | ---------- |
| 11 janvier | JS Kabylie    | 0 - 0 3-2 t.a.b. | ES Sahel T |
| 11 janvier | Club africain | 1 - 0            | Kénitra AC |

Le but du CA est marqué par Moncef Khouini

### Match pour la3eplace
| Date       | Équipe 1   | Résultat | Équipe 2   |
| ---------- | ---------- | -------- | ---------- |
| 13 janvier | ES Sahel T | 1 - 0    | Kénitra AC |

But de Amri Melki (ESS)

### Finale
| Date       | Équipe 1   | Résultat | Équipe 2      |
| ---------- | ---------- | -------- | ------------- |
| 13 janvier | JS Kabylie | 0 - 2    | Club africain |

- JSK-CA[1].
  - Arbitre : Ben Jelloun (Maroc)
  - Buts : Moncef Khouini (  34e), Ali Sraieb (  89e)
  - CA : Sadok Sassi, Ahmed Zitouni, Mohamed Naouali, Hamza Mrad, Ali Retima, Mohamed Ali Moussa, Tahar Chaïbi, Mohsen Toujani (puis Ali Sraieb), Moncef Khouini, Abderrahmane Nasri, Taoufik Belghith. (Entraîneur : Jameleddine Bouabsa)
  - JSK : Kamel Tahir, Mouloud Iboud, Salah Larbes, Hocine Amrous, Mohand Chérif Hannachi, Mustapha Anane, Abdellah Jebbar, Rachid Barris, Rachid Dali, Salem Amri (puis Arezki Kouffi), Kamel Aouis (puis Mourad Derridj). (Entraîneur : Perlig Matiga)

## Vainqueur
| Coupe du Maghreb des clubs champions Vainqueur 1974 |
| --------------------------------------------------- |
| Club africain Premier titre                         |

## Meilleurs buteurs
| Rang | Joueur         | Club          | Buts |
| ---- | -------------- | ------------- | ---- |
| 1    | Moncef Khouini | Club africain | 2    |
| 2    | Ali Sraieb     | Club africain | 1    |
| -    | Amri Melki     | ES Sahel      | 1    |

## Sources
- Rsssf.com